# Urbanodendron macrophyllum
Urbanodendron macrophyllum es una especie de planta con flor en la familia Lauraceae. 
Es endémica de Brasil. Está amenazada por destrucción de hábitat; fue descripta en 1988, solo advertida en Sambé, cerca de Río Bonito.

## Fuente
- World Conservation Monitoring Centre 1998.  Urbanodendron macrophyllum.   2006 IUCN Lista Roja de Especies Amenazadas; bajado 23 de agosto de 2007